# سلام (أسيوط)
قرية سلام هي إحدى القرى التابعة لمركز أسيوط في محافظة أسيوط في جمهورية مصر العربية. حسب إحصاءات سنة 2006، بلغ إجمالي السكان في سلام 14816 نسمة، منهم 7653 رجل و7163 امرأة.